# بوريس تسيريلسون
بوريس سيميونوفيتش تسيريلسون (4 مايو 1950 – كانون الثاني 21, 2020)  ( (بالعبرية: בוריס סמיונוביץ' צירלסון‏) ، (بالروسية: Борис Семёнович Цирельсон)‏ ) كان عالم رياضيات روسيًا إسرائيليًا وأستاذًا للرياضيات في جامعة تل أبيب في إسرائيل ، بالإضافة إلى محرر في ويكيبيديا .

## سيرة شخصية
ولد تسيريلسون في لينينغراد لعائلة يهودية روسية . من جانب والده سمعان ، كان ابن شقيق الحاخام يهودا ليب تسيريلسون ، الحاخام الأكبر في بيسارابيا من عام 1918 إلى عام 1941 ، وقائد يهودي بارز. حصل على درجة الماجستير في العلوم من جامعة لينينغراد وبقي هناك لمتابعة الدراسات العليا. حصل على درجة الدكتوراه. في عام 1975 ، مع أطروحة "الخصائص العامة للعمليات الجاوسية المحدودة والأسئلة ذات الصلة" كتبت تحت إشراف إلدار عبدوفيتش إبراجيموف .
في وقت لاحق ، شارك في حركة الرافضين ، لكنه حصل فقط على إذن بالهجرة إلى إسرائيل في عام 1991. منذ ذلك الحين وحتى عام 2017 ، كان أستاذاً في جامعة تل أبيب .
في عام 1998 كان متحدثًا مدعوًا في المؤتمر الدولي لعلماء الرياضيات في برلين.

## مساهمات في الرياضيات
قدم تسيريلسون مساهمات ملحوظة في نظرية الاحتمالات والتحليل الوظيفي . وتشمل هذه:
- إن حدود تسيريلسون ، في ميكانيكا الكم ، هي عدم مساواة ، تتعلق بمسألة عدم التمركز الكمومي .[5]
- مساحة تسيريلسون هي مثال على مساحة باناش الانعكاسية التي لا يوجد فيها <i id="mwOg">l<sup id="mwOw"><span typeof="mw:Entity" id="mwPA">&nbsp;</span></sup></i>يمكن تضمين مساحة <i id="mwOg"><sup id="mwOw">p</sup></i> أو مساحة <i id="mwPg">c</i> <sub id="mwPw">0</sub> .[6][7]
- انجراف تسيريلسون ، مثال مضاد في نظرية المعادلات التفاضلية العشوائية .
- عدم المساواة المتساوية الغاوسية (أثبتها فلاديمير سوداكوف وتسيريلسون ، وبشكل مستقل بواسطة كريستر بوريل ) ، مشيرة إلى أن المسافات النصفية هي مجموعات متساوية القياس لمقياس غاوسي .

## روابط خارجية
- الصفحة الرئيسية لـ تسيريلسون ، في جامعة تل أبيب
- صفحة عزاء في جامعة تل أبيب